# Vale of White Horse
Pour les articles homonymes, voir White Horse.
Vale of White Horse (Val du cheval blanc) est l'un des cinq districts de l’Oxfordshire, en Angleterre. Il est créé le 1er avril 1974. Le Vale of White Horse correspond à la vallée de l'Ock, une petite rivière qui se jette dans la Tamise. Il comporte 68 paroisses civiles, la plus peuplée étant celle d'Abingdon dans l'est du district, au confluent de l'Ock et de la Tamise. 
Son nom est dû au Cheval blanc d'Uffington. De plus, se trouve sur le territoire une piste herbeuse revendiquée comme étant la plus vieille voie d'Europe, The Ridgeway (en), datant de 5 000 ans au moins. 
Villes principales :
- Abingdon
- Faringdon
- Wantage

## Jumelage
La ville française de Colmar en Alsace dans le Haut-Rhin est symboliquement jumelée avec Vale of White Horse (cf jumelage culturel des villes françaises avec des villes en Europe et dans le monde).

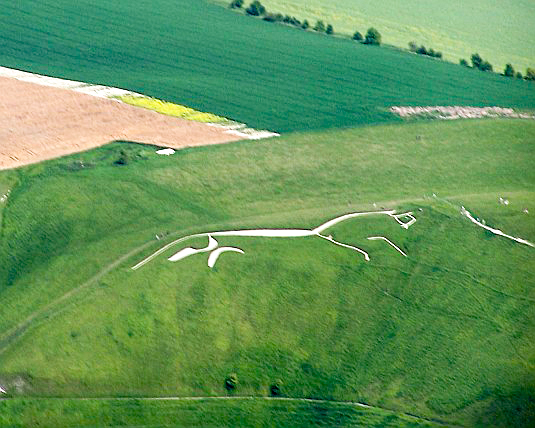
Le Cheval blanc d'Uffington.

## Histoire
Le district était jadis essentiellement formé de la majeure partie du district rural de Wantage et de trois petites villes du comté de Berkshire, depuis leur création à la fin du XIXe siècle en tant que districts, jusqu’à la réorganisation mise en œuvre par le gouvernement local en 1974, lorsque ses paroisses d’Ardington, Blewbury, Childrey, Chilton, Denchworth, East Challow, East Hanney, East Hendred, Goosey, Grove, Harwell, Letcombe Bassett, Letcombe Regis, Lockinge, Sparsholt, Upton, West Challow, West Hanney and West Hendred devinrent le nouveau comté d'Oxfordshire. Le reste fut rattaché à Newbury (plus tard Berkshire Ouest). Les villes (et les zones urbaines de jadis) sont, par ordre de taille, Abingdon, Faringdon et Wantage.
Le district a été créé le 1er avril 1974 à partir de l’arrondissement municipal d’Abingdon, le district urbain de Wantage, le district rural d’Abingdon, le district rural de Faringdon et une partie du district du Berkshire.

## Politique
Le conseil de district du Vale of White Horse est installé dans le parc de Milton (Milton).
Il est dirigé par le parti conservateur de 2007 jusqu'en 2019, les Libéraux-démocrates ayant gagné les dernières élections locales.

## Géographie
Ce vallon constitue la vallée de l’Ock, un cours d'eau en provenance de l’ouest, qui rejoint la Tamise à Abingdon. Son relief est presque plat et bien boisé. La richesse de ses vertes prairies et de son feuillage contraste avec les sommets chauves des Monts Berkshire, qui le bordent au sud. Les nombreux ormes, qui furent jadis une caractéristique essentielle du vallon, ont disparu à cause de la maladie hollandaise des ormes. Au nord, une crête peu élevée le sépare de la haute vallée de la Tamise. Les dépôts sédimentaires tendres du Jurassique (du sable vert, des vases d'argile bleue, de l'argile de Kimmeridge) sont retenus derrière cette arête créée par un escarpement acéré de calcaire corallien, ce qui en fait, en termes géologiques, un vallon suspendu. Toutefois, la tradition veut que le Vale of White Horse s’étende depuis les Costwolds (plateaux au nord) jusqu'aux Monts Berkshire. Mais si l'on s'en tient à la définition géographique, le vallon s'étend simplement sur une largeur de trois à huit kilomètres et sur une longueur de trente kilomètres par la route reliant Abingdon à Shrivenham.
Wantage est la seule ville, au fond du vallon comme sur ses pentes. Faringdon, à l'extrémité nord-ouest représente la ville la plus proche. Wantage se situe dans une dépression qui l'abrite, au pied des collines. La ville est entourée de communes qui se rassemblent souvent en longs villages-rues. De nombreuses résurgences qui sortent des collines calcaires sont les principales sources d'approvisionnement en eau. Elles offrent une eau de table facile d'accès, qui peut aussi arroser les cultures fruitières, céréalières et maraîchères.

## À voir

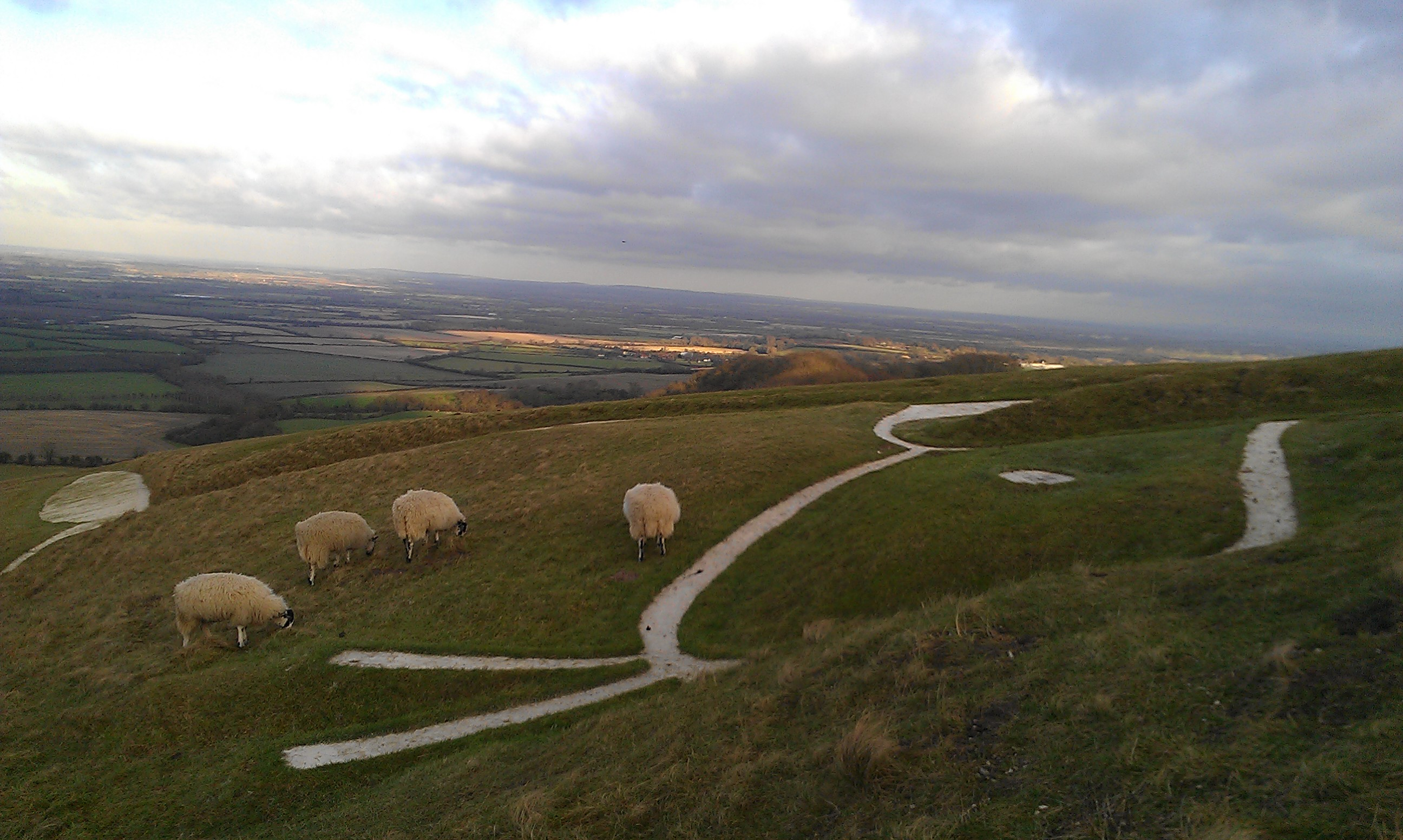
La tête du Cheval Blanc d'Uffington.

À l’ouest, au-dessus du village d’Uffington, les collines atteignent leur point culminant (261 m) à White Horse Hill ("la colline du Cheval Blanc"). Sur le côté nord de cette colline, juste en dessous du sommet, un gigantesque cheval blanc a été dessiné en creusant la terre pour dégager le sol calcaire blanc. Le dessin donna son nom non seulement à la colline, mais aussi aux environs et au vallon. Il mesure 114 mètres de long. Il est très stylisé, avec le trait du cou, du corps, et de la queue d’une largeur à peu près constante.
L’origine de la représentation est inconnue. La tradition veut que ce soit le monument de la victoire du roi AEthelred et de son frère le futur roi Alfred le Grand (né à Wantage), sur les envahisseurs vikings lors de la bataille d’Ashdown en l’an 871, mais le site de cette bataille n’a pas vraiment été localisé avec certitude. En plus, la représentation a été datée de l’âge de bronze, bien des siècles, donc, avant la bataille. D’ailleurs on retrouve beaucoup de vestiges antiques à proximité du cheval.
Sur le sommet de la colline il y a un campement, vaste et bien conservé, apparemment utilisé par les romains, mais d’origine beaucoup plus ancienne. Cet oppidum datant de l’âge de fer fut nommé Uffington Castle, d’après le nom du village situé plus bas dans le vallon.
Pas très loin, il y a le fort de Hardwell, formant un carré presque parfait, et sur le côté sud de la colline, près de Ashdown House, il y a un petit campement appelé Alfred’s Castle. Plus loin vers l’ouest se trouve Liddington Castle.

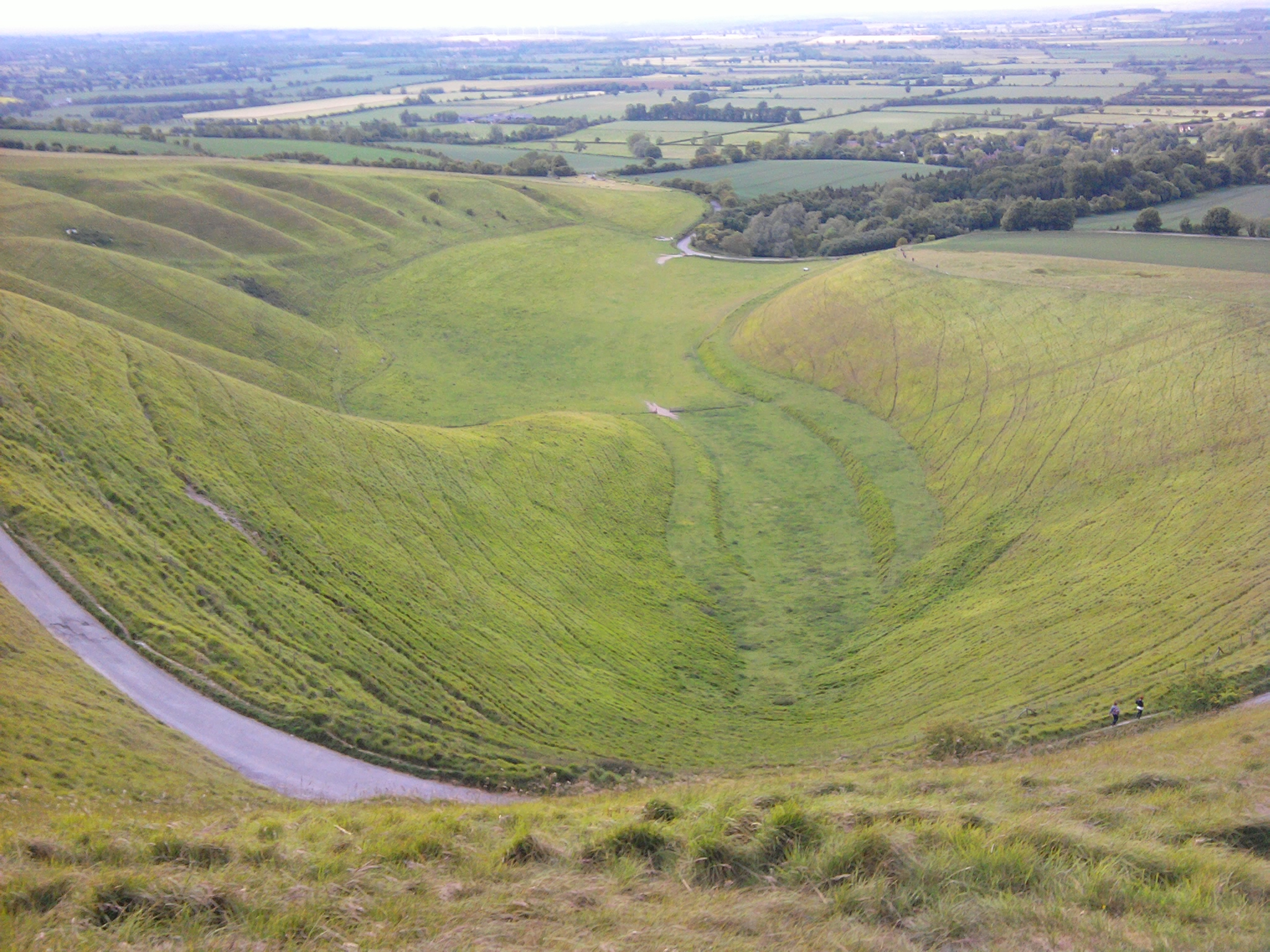
The Manger ("la Mangeoire").

Sur le flanc nord de la colline du Cheval Blanc, il y a The Manger (« la Mangeoire »), un ravin lisse et raide, et à l’ouest on trouve une butte sans végétation nommée Dragon Hill (« la colline du dragon »), où l’on situe par tradition l’histoire de la victoire de Saint Georges sur le dragon, dont le sang répandu sur le sol empêche l’herbe de repousser. Mais cette appellation peut aussi venir du nom celte « Pendragon » qui veut dire « la tête du dragon » et qui était un titre royal. Aussi ce lieu pourrait-il abriter une ancienne sépulture.
À l’ouest de la colline il y a une sorte de tumulus appelé « Wayland’s Smithy » (« la forge de Wayland ») censé être la maison d’un Dieu forgeron que nul n’a jamais vu mais qui, s’ils laissaient quelques pièces, s’occupait des chevaux des voyageurs. La légende est tellement ancrée que le forgeron apparut dans le roman de Walter Scott Kenilworth et dans celui de Rudyard Kipling Puck, lutin de la colline.
La vallée dans son ensemble est évoquée au début du roman de Thomas Hugues, Tom Brown’s Schooldays, comme scène des aventures innocentes d’une enfance à la Saxonne, avant que le héros éponyme soit envoyé à l’école à Rugby. Le roman historique Sun Horse, Moon Horse de Rosemary Sutcliff, édité en 1977, se passe dans cette vallée. Il raconte l’histoire de la création du Cheval Blanc du temps des celtes. 
Le Cheval Blanc a toujours été entretenu et le dessin est resté dégagé tout au long de sa longue existence excepté durant la deuxième guerre mondiale, où il fut dissimulé par précaution. Le nettoyage du Cheval Blanc, appelé The Scouring ("le décapage"), était l’occasion, autrefois, de faire une fête. Il y avait des sports en tout genre et l’on maintenait une fervente compétition, non seulement entre villages voisins mais aussi entre champions locaux et champions de régions plus éloignées. La première de ces manifestations s’est déroulée en 1755. Elles se sont ensuite espacées pour finalement se terminer en 1857.

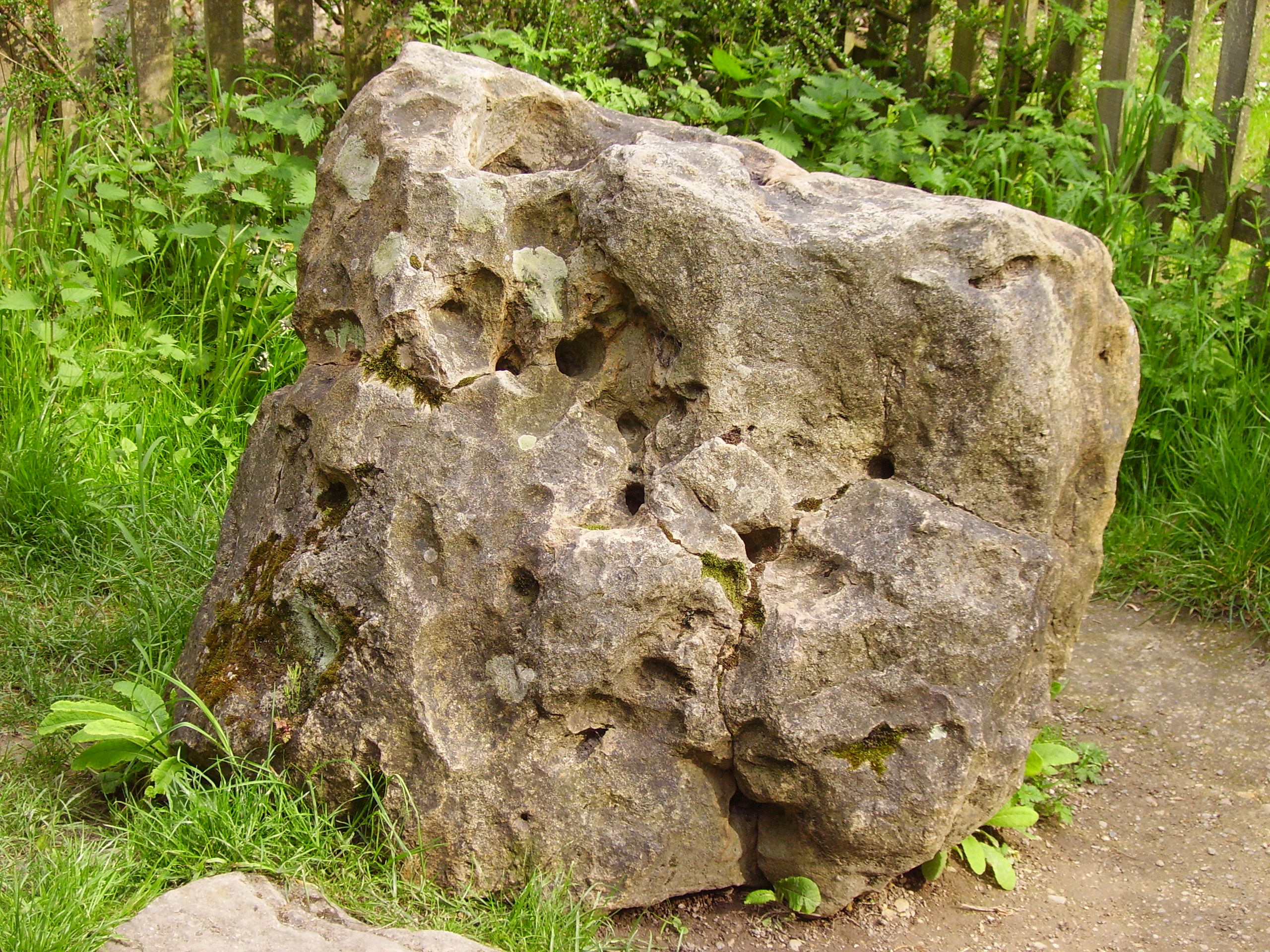
The Blowing Stone.

## La Ridgeway
Une voie herbeuse représente la Ridgeway, reconnue comme la plus vieille route de l'Europe, datant d’il y a plus de 5 000 ans. Elle se déroule sur les crêtes des collines, bien au-dessus de ce qui était alors des plaines marécageuses et des forêts, prolongeant Icknield Street des collines de Chiltern aux villages de Goring et de Streatley sur la Tamise. Elle relie The Wash à la plaine de Salisbury et aurait été une importante voie de commerce.

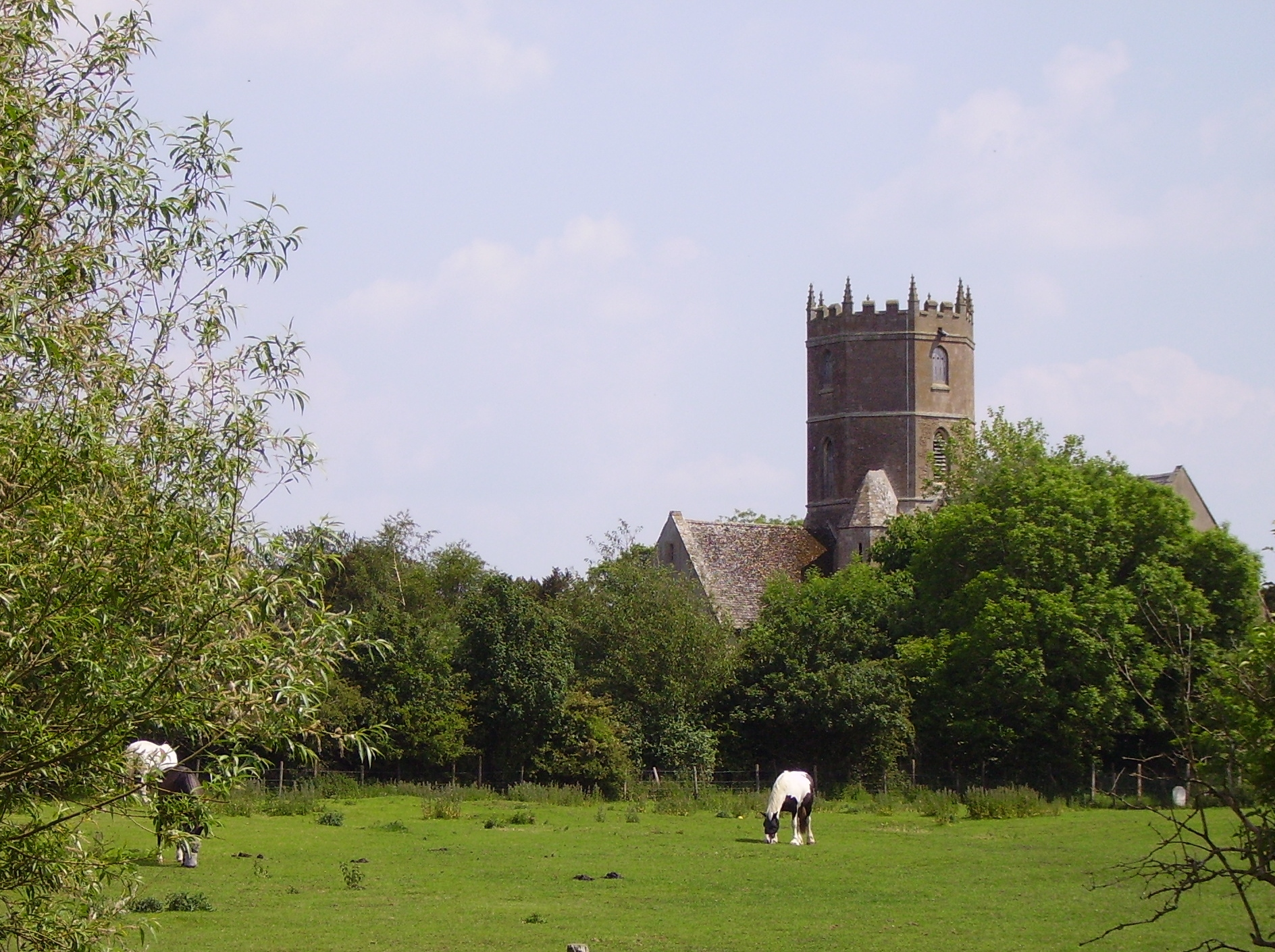
St. Mary's Church.

D'autres fortifications, en plus de celles de la White Horse Hill, surplombent le Vale, dont le château de Letcombe (aussi connu sous le nom de Segsbury Camp) au-dessus de Wantage.
Au pied des collines à l’est, non loin du Cheval Blanc, est conservée ce que l’on nomme The Blowing Stone (la « pierre du vent «) de Kingston Lisle, un bloc de grès percé de trous, de telle sorte que lorsqu’on y souffle très fort comme dans une trompette, il produit une note puissante. On pense que dans les temps anciens, la pierre servait à donner l’alerte.
Plusieurs églises de village dans la région du Vale sont intéressantes, notamment la belle église cruciforme St. Mary's Church, à Uffington, qui possède une tour octogonale et est communément nommée Cathedral of the Vale

## Économie
La région avait une grande industrie laitière, principalement dans les années 1960, mais cela s'est considérablement réduit jusqu'au XXIe siècle avec le subventionnement des grands terrains fertiles. Le Lockinge Estate est depuis longtemps l'employeur agricole de la région. 
Des ressources minérales sont extraites des mines du Vale : du sable, gravier et de l’argile décolorante (« Terre de Fuller »).

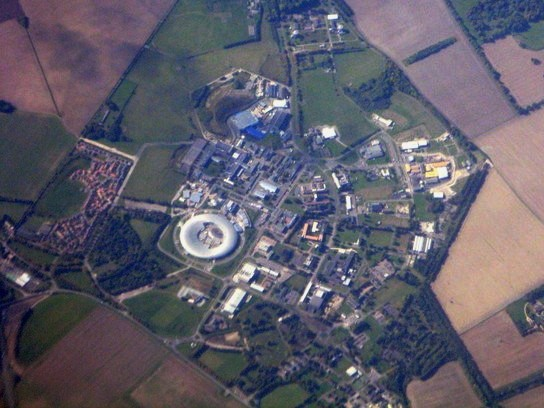
Harwell Science and Innovation Campus.

Avec la fermeture en 1980 des usines MG Motor, installées depuis longtemps à Abingdon, il n'y a plus d'industrie mécanique en dehors de certains constructeurs spécialisés et d'une usine de composants. Macdermid Autotype, à Wantage, demeure l'un des plus importants (mais rares) employeurs industriels de la région.
Les lignes ferroviaires Great Western Main Line et Cherwell Valley Line traversent le Vale of White Horse en longueur. Les gares d’Appleford et de Radley sont à présent les seules gares du Vale, bien qu'il y ait eu les gares de Challow, Uffington, Grove (à côté de Wantage), Abington et Steventon. Elles ont toutes été fermées dans le cadre du plan de réorganisation au début de l'année 1960. Les gares les plus proches, desservant les grandes lignes sont maintenant Swindon, Oxford et Didcot Parkway.
Le Harwell Science and Innovation Campus emploie de nombreux scientifiques et ingénieurs.

## Autres site d'intérêt
- Pendon Museum – L’exposition principale concerne un vaste modèle de répliques à l’échelle de bâtiments du Vale of White Horse.
- Vale et Downland Museum - musée local et régional.
- Vale of the Red Horse – une autre vallée d’un nom similaire qui comportait autrefois plusieurs tracés en forme de cheval.
- Vale of White Horse Hunt – Un club de chasse à courre au renard, nommé d’après la région.